# Маски-шоу
«Ма́ски-шо́у» — юмористический телесериал, поставленный одесской комик-труппой «Маски». Большая часть выпусков придерживается стиля немого кино, но есть и разговорные эпизоды. Автором и художественным руководителем проекта является Георгий Делиев.

## История
С 5 сентября 1991 года на Российском телевидении начинают выходить в эфир первые выпуски программы — это были съёмки спектаклей и выступлений комик-труппы «Маски», нарезки клипов и скетчей разных лет. В 1992 году на канале РТР «Маски-шоу» выходит в эфир в виде сериала, поставленного в стиле немого кино. Изначально почти все серии были посвящены историям семейки или отдельных её членов.
Заглавная музыкальная тема «Тумба» (как и остальные музыкальные треки 1991—1993 годов) была написана одесским композитором Константином Пенчковским. Помимо этого, в фильмах звучит в отдельные моменты музыкальный момент № 3 (фа-минор) Франца Шуберта.
С 15 сентября по 23 декабря 1995 года на канале РТР выходит 17-серийный цикл программ «Кабаре „Маски-шоу“», в котором, кроме участников комик-труппы, снимались также звёзды постсоветского шоу-бизнеса: Валерий Сюткин, Кабаре-дуэт «Академия» и другие.
В 1999 году «Маски-шоу» стали выходить на ОРТ, где продержались до сентября 2000 года. С 2004 по 2006 год премьеры новых серий проходили на ТНТ, после чего  программу окончательно закрыли, поскольку телеканалы стали отказываться закупать «Маски-шоу» из-за несоответствия форматам.
Производством сериала занимался продюсерский центр «Московский стиль» Алексея Борисовича Митрофанова, одного из первых российских ТВ-продюсеров, сооснователя премии «ТЭФИ». Продюсирование часто приписывают российскому экс-депутату Алексею Валентиновичу Митрофанову, что, однако, опровергали и сами участники труппы.
В 1999 году комик-труппа «Маски» поссорилась с совладельцами компаний, которым принадлежали права на сериал «Маски-шоу» (ООО "Творческое объединение «Маски», ООО «Маски Дистрибьюшн») и основала ООО «Комик-труппа „Маски“». Программы «Дракула — роковой треугольник», «Шахерезада — 1002 ночь», «Искушение доктора Фауста», «Честь Самурая», «Трое в чуме» были сняты без участия Георгия Делиева и к передаче никакого отношения не имеют. В данный момент[какой?] владельцем исключительных прав на продукцию ТО «Маски» — комедийный сериал «Маски-шоу» — является ООО «Капитан Медиа». Актёры не получают гонораров за показы сериала.

### Трансляция
- 1991—1998 — РТВ / РТР
- 1996 — УТ-2
- 1996—2006 — Интер
- 1997—2004 — СТБ
- 1999—2000 — ОРТ
- 2004—2006 — ТНТ
- 2004—2012 — НСТ Смешное
- 2010—2011 — 7ТВ
- 2012—2014 — 2+2
- 2015 — Ретро
- 2017 — Сарафан

## Критика
О возможности возвращения «Масок» на телевидение Георгий Делиев ответил следующим образом:

— Допустим, сейчас вам дали время на ТВ, вы взялись бы за возрождение «Масок»?
— Да, не раздумывая, причём мои партнёры, коллеги и авторская группа знают об этом. Более того, переговоры с каналами мы ведём, но сегодня одного моего желания и желания моих партнёров недостаточно. Проникнуть на телевидение сегодня очень сложно. Раньше у меня были связи, многие руководители каналов любили «Маски», они лоббировали наш продукт. В настоящее время каждый преследует свои интересы….
В 2017 году создатели «Маски-шоу» сообщили, что выпустят своеобразное переосмысление программы в виде VR-сериала, первые два эпизода будут распространяться бесплатно. Авторы отмечают, что на создание этого проекта ушло три года, а посмотреть шоу можно будет в формате с обзором в 360 градусов.

## Участники
- Делиев, Георгий Викторович
- Барский, Борис Владимирович
- Постоленко, Александр Николаевич
- Комаров, Владимир Валентинович
- Малахов, Игорь Борисович
- Волошин, Михаил Григорьевич
- Сковороднев, Юрий
- Поплавский, Вадим Теодорович
- Бузько, Наталья Евгеньевна
- Блёданс, Эвелина Висвальдовна
- Делиева, Яна Георгиевна
- Зарев, Егор Сергеевич
- Стыцковский, Юрий Альфредович
- Агопьян, Алексей Мигранович
- Гладков, Сергей Игоревич
- Набоков, Вадим Васильевич
- Иванова, Татьяна Владимировна
- Емцев, Олег Павлович
- Каспарянц, Альберт Андроникович
- Опалев, Валентин Олегович
- Гопп, Яков Константинович
- Олех, Сергей Георгиевич
- Мирзоян, Нерсес
- Самарский, Сергей
- Бурин, Денис
- Перфильева, Алёна
- Аминова, Елена Анатольевна
- Мазур, Евгения
- Токарчук, Ирина Сергеевна
- Савченко Олег Анатольевич
- Постановщик трюков: Сергей Воробьёв

## Список серий

### 1991
- Маски TV (музыкальный выпуск, пародия на MTV)
- Маски в Колумбии
- Маски Нон-стоп клоун (2 серии)
- Семь дней с русской красавицей. Отчет шоу о фильме (пародия на Кинопанораму)

### 1992
- «Маски» на свадьбе
- «Маски» на именинах (2 серии)
- «Маски» в опере (2 серии)
- «Маски» на Юморине
- «Маски» в Стране Восходящего Солнца
- «Маски» в Германии
- Маски-спорт-шоу (2 серии)
- «Маски» в суде (2 серии)
- «Маски» на секретном объекте
- «Маски» в Колумбии-2 («Маски» ищут клад)

### 1993
- Джентльмен & Маски-шоу
- Маски-Превью-шоу ’93
- «Маски» на киностудии
- «Маски» в Одессе
- «Маски» на ремонте
- «Маски» на пикнике
- «Маски» в армии (2 серии)
- «Маски» в больнице (2 серии)
- «Маски» в опере — 2 (2 серии)
- «Маски» грабят банк

### 1994
- Джентльмен & Маски-шоу — 2
- «Маски» в «России» (концертная программа в ГЦКЗ Россия, посвящённая 10-летию комик-труппы Маски)
- «Маски» в гонках на выживание (клип)

### 1995
- Кабаре «Маски-шоу» (17 серий)

### 1996
- Пришелец в гостях у «Маски-шоу» (попурри из старых эпизодов)
- «Маски» на пароходе
- «Маски-шоу». Жизнь как шоу (документальный)
- Семь дней с русской красавицей P.S. (документальный)

### 1998
- «Маски» в ГАИ
- «Маски» в партизанском отряде (4 серии)
- «Маски» на необитаемом острове (2 серии)
- «Маски» на пожаре
- «Маски» на Диком Востоке (2 серии)
- «Маски» в колхозе (2 серии)
- «Маски» в поезде (2 серии)
- Мумия в гостях у «Маски-шоу» (попурри из старых эпизодов)
- «Маски-шоу» продолжается (документальный)

### 1999
- «Маски» в парке
- «Маски» в криминале (Похищенный)
- «Маски» в тюрьме (2 серии)
- «Маски» на рыбалке
- Суперскетчи-99 (4 серии)

### 2000
- КОМИКадзы (2 серии)

### 2001—2002
- «Маски» в казино
- «Маски» в Израиле
- «Маски» в Кемерово
- «Маски» в шахте

### 2003
- «Маски» на гонках

### 2005
- «Маски» под Новый год
- «Маски» на киностудии — 2
- «Маски» на боях без правил
- «Маски» на митинге
- «Маски» в ресторане
- «Маски» в троллейбусе
- «Маски» в кинотеатре
- Маски-суперскетчи — 2005
- «Маски» 15 лет спустя (документальный, 7 серий)

### 2006
- «Маски» на выборах (6 серий)